# 4184 Berdyayev
4184 Berdyayev este un asteroid din centura principală, descoperit pe 8 octombrie 1969 de Liudmila Cernîh.